# Unidad Nacional (Bolivien)
Die Unidad Nacional (auch: Frente de Unidad Nacional) ist eine sozialdemokratische Partei im südamerikanischen Anden-Staat Bolivien. Die Partei wurde am 12. Dezember 2003 gegründet und sieht sich als „dritte, gemäßigte Kraft“.
Bei den Präsidentschaftswahlen am 8. Dezember 2005 erhielt die UN mit ihrem Präsidentschaftskandidaten Samuel Doria Medina 7,8 Prozent der gültigen Stimmen, sie gewann im bolivianischen Nationalkongress 8 von 130 Sitzen im Abgeordnetenhaus (Cámara de Diputados) und einen von 27 Sitzen im Senat (Cámara de Senadores oder Senado).
Bei den landesweiten Wahlen 2009 nach dem Referendum vom 25. Januar bewarb sich Samuel Doria Medina erneut und erreichte 5,65 Prozent der Stimmen, die Unidad Nacional stellt seitdem drei Sitze im Abgeordnetenhaus und keinen Sitz im Senat.
Für die Regionalwahlen von 2010 ist die UN in dem Departamento Cochabamba und dem Departamento Chuquisaca eine Allianz mit der Partei Consenso Popular (CP) eingegangen und dort gemeinsam zur stärksten Oppositionsgruppe geworden, im Departamento La Paz und Departamento Oruro wurde sie zur drittstärksten Partei. Auf Ebene der Municipios verfehlte sie es nur knapp, im Municipio Cochabamba den Bürgermeister zu stellen, wurde dort mit 39,5 Prozent der Stimmen jedoch stärkste politische Kraft. Außer in Cochabamba ist die UN auch im Gemeinderat der Großstädte La Paz, El Alto und Oruro vertreten.
Im März 2017 wurde die UN Mitglied der Sozialistischen Internationalen.